# Товарниця
Това́рниця — село в Усть-Путильській сільській громаді Вижницького району Чернівецькій області України.
Неподалік від села розташоване заповідне урочище «Товарниця» та маловідомий водоспад Сіручок (тип - хвощ; 2,5 м).

## Населення

### Мова
Розподіл населення за рідною мовою за даними перепису 2001 року:
| Мова            | Кількість | Відсоток |
| --------------- | --------- | -------- |
| українська      | 255       | 99.61%   |
| румунська       | 1         | 0.39%    |
| інші/не вказали | 1         | 0.16%    |
| Усього          | 256       | 100%     |